# Vasily Atajanyan
Vasily Atajanyan (in armeno Վասիլի Աթաջանյան?; Step'anakert, 1º gennaio 1950) è un politico karabakho.
È stato il sesto ministro degli affari esteri della repubblica de facto dell'Artsakh dal 2011 al 2012

## Biografia
Nato nella capitale dell'Artsakh, si è diplomato alla scuola Stepanakert N3 e poi laureato al politecnico di Saratov.
Attività lavorativa:
- 1973-1975: ha lavorato presso la divisione sportiva dell'Oblast' Autonoma del Nagorno Karabakh.
- 1975-1978: capo della divisione Comunicazione regionale della Regione autonoma del Nagorno Karabakh
- 1978-1980: istruttore del Comitato Esecutivo Regionale della Regione autonoma del Nagorno Karabakh, quindi Assistente del Presidente
- 1983-1987: capo del dipartimento assunzioni del Comitato esecutivo regionale della Regione autonoma del Nagorno Karabakh
- 1987-1989: direttore della fabbrica di scarpe di Stepanakert
- 1989-1992: direttore generale del dipartimento di assistenza della repubblica del Nagorno Karabakh
- 1992-1993: ministro dell'economia della repubblica del Nagorno Karabakh
- 1993-1995: consigliere del presidente del Consiglio supremo della repubblica del Nagorno Karabakh
- 1995-1997: presidente del Comitato per le relazioni estere dell'Assemblea nazionale della repubblica del Nagorno Karabakh
- 1997-1998: vice Ministro degli Affari esteri della repubblica del Nagorno Karabakh
- 1998-2000: vicedirettore dei servizi pubblici, poi direttore, della municipalità di Stepanakert
- 2000-2004: direttore della fabbrica di scarpe Stepanakert
- 2005: vice capo di stato maggiore del presidente della repubblica del Nagorno Karabakh
- 2006: ministro della sicurezza sociale della repubblica del Nagorno Karabakh
- 2010: vice ministro degli Affari esteri della repubblica del Nagorno Karabakh
- 2011-2012: ministro degli affari esteri della repubblica del Nagorno Karabakh
- 2016: Rappresentante del Presidente della repubblica per incarichi speciali

È membro del Partito Democratico di Artsakh. Il 18 giugno 2007 è stato eletto all'Assemblea nazionale della repubblica del Nagorno Karabakh nel 27° collegio elettorale di Martakert. È stato membro del comitato permanente per gli affari sociali della Assemblea nazionale e presidente dello stesso comitato negli ultimi sei mesi.
È stato insignito della medaglia "Mkhitar Gosh". È sposato e ha tre figli.